# NGC 333B
NGC 333B (другие обозначения — PGC 3073571, MCG-03-03-013) — галактика (предположительно спиральная) в созвездии Кит.
Этот объект не входит в число перечисленных в оригинальной редакции «Нового общего каталога» и был добавлен позднее.
Составляет взаимодействующую пару с галактикой NGC 333 на расстоянии 0,3 минуты. К югу на расстоянии 1,0 и 1,3 минуты расположены также два слабых компаньона яркостью 17,5m и 18,5m . Обе галактики пары (NGC 333 и NGC 333B) рассматриваются как галактики очень высокой светимости (very luminous galaxies, VLG), пара имеет обозначение VLG 0056-1644.